# مسجد اعظم صنعا
مسجد اعظم صنعا یا مسجد جامع کبیر صنعا (عربی: الجامع الکبیر بصنعاء الجامع الکبیر بی صنعاء) یک مسجد باستانی در صنعا، یمن و یکی از قدیمی‌ترین مساجد جهان است. گفته می‌شود که این مسجد در اوایل دوره اسلامی که گمان رفته سال ۶۳۳ باشد بنا شده‌است. در حالی که تاریخ دقیق ساخت ناشناخته است، اولین بازسازی‌های ثبت شده در زمان خلیفه العلید اول در اوایل قرن هشتم رخ داده‌است، که حاکی از تاریخ احتمالی ساخت قدیمی تر از آن است. بنا بر گزارش‌ها، این مسجد تا حدی از مصالح برجای مانده از کاخ غمدان مربوط به دوران حمیری و از کلیسای مسیحی القلیس اکسومی که قبلاً این محل را اشغال کرده بود، ساخته شده‌است. مسجد اعظم بزرگ‌ترین و برجسته‌ترین مسجد از میان بیش از صد مسجد در شهر قدیمی صنعا است.
این بنا در قرن هشتم، قرن سیزدهم و در دوره عثمانی مورد بازسازی قرار گرفته‌است. یکی از یافته‌های مهم باستان‌شناسی، نسخه خطی صنعا بود که در سال ۱۹۷۲ در حین مرمت در آنجا کشف شد. امروزه مسجد بزرگ صنعا بخشی از میراث جهانی یونسکو در شهر قدیمی صنعا است.

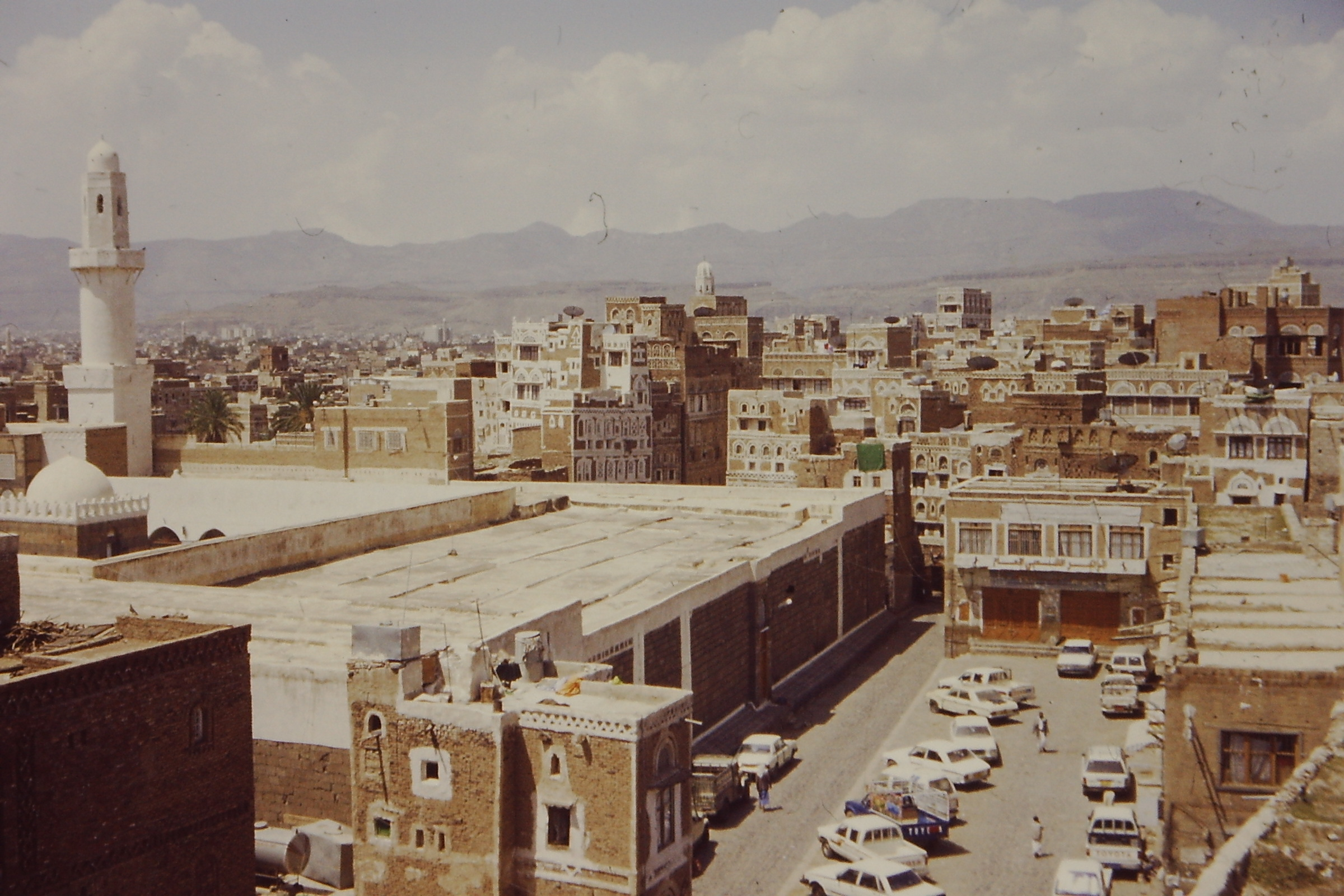
مسجد بزرگ صنعا در سال ۲۰۰۱